# Plaça dels Vells (els Guiamets)
La Plaça dels Vells és una plaça pública dels Guiamets (Priorat) inclosa a l'Inventari del Patrimoni Arquitectònic de Catalunya.

## Descripció
Petita plaça situada darrere l'església. Al mig hi ha una antiga pedra de molí i restes d'una sínia reconvertides en font.

## Història
Aquesta plaça forma part, junt amb altres dues (Pl. Pau Castellvi i Pl. De la Joventut) d'un homenatge que el poble ha fet a les tres èpoques: passat, present i futur.